# A Gata
A Gata é uma telenovela brasileira que foi exibida pela Rede Tupi entre 11 de maio e 2 de julho de 1964. Baseada no original de Manuel Muñoz Rico, foi escrita por Ivani Ribeiro e dirigida por Geraldo Vietri.

## Trama
A história aborda problemas dos escravos nas Antilhas no princípio do século XIX, e entre eles a figura de uma senhora branca denominada de a Gata se faz respeitar.

## Elenco
Elenco de A Gata:
- Yara Lins .... Beatrice / Gata
- Marisa Woodward .... Adriana
- Rita Cléos .... Mercedes
- Lima Duarte .... Barrabal
- Elísio de Albuquerque .... Bráulio
- Altair Lima .... Rodrigo
- Dalmo Ferreira .... Domingos
- Vida Alves .... Paula
- Geórgia Gomide .... Zulima
- Néa Simões .... Isabel
- Eduardo Abbas .... Delacroix
- Benedita Rodrigues .... Balbina
- Norah Fontes .... Alma
- Marcos Plonka .... coronel Arellana